# Mouche humaine
La Mouche humaine (Human Fly) est un super-vilain créé par Marvel Comics (Bill Mantlo et Gil Kane). Il est apparu pour la première fois dans Amazing Spider-Man Annual #10, en 1976.
Il est à noter qu'il existe un autre personnage appelé Human Fly, un cascadeur masqué, qui eut droit à une courte série de 19 épisodes, entre 1977 et 1979. Ce personnage a aussi été créé par Bill Mantlo

## Origines

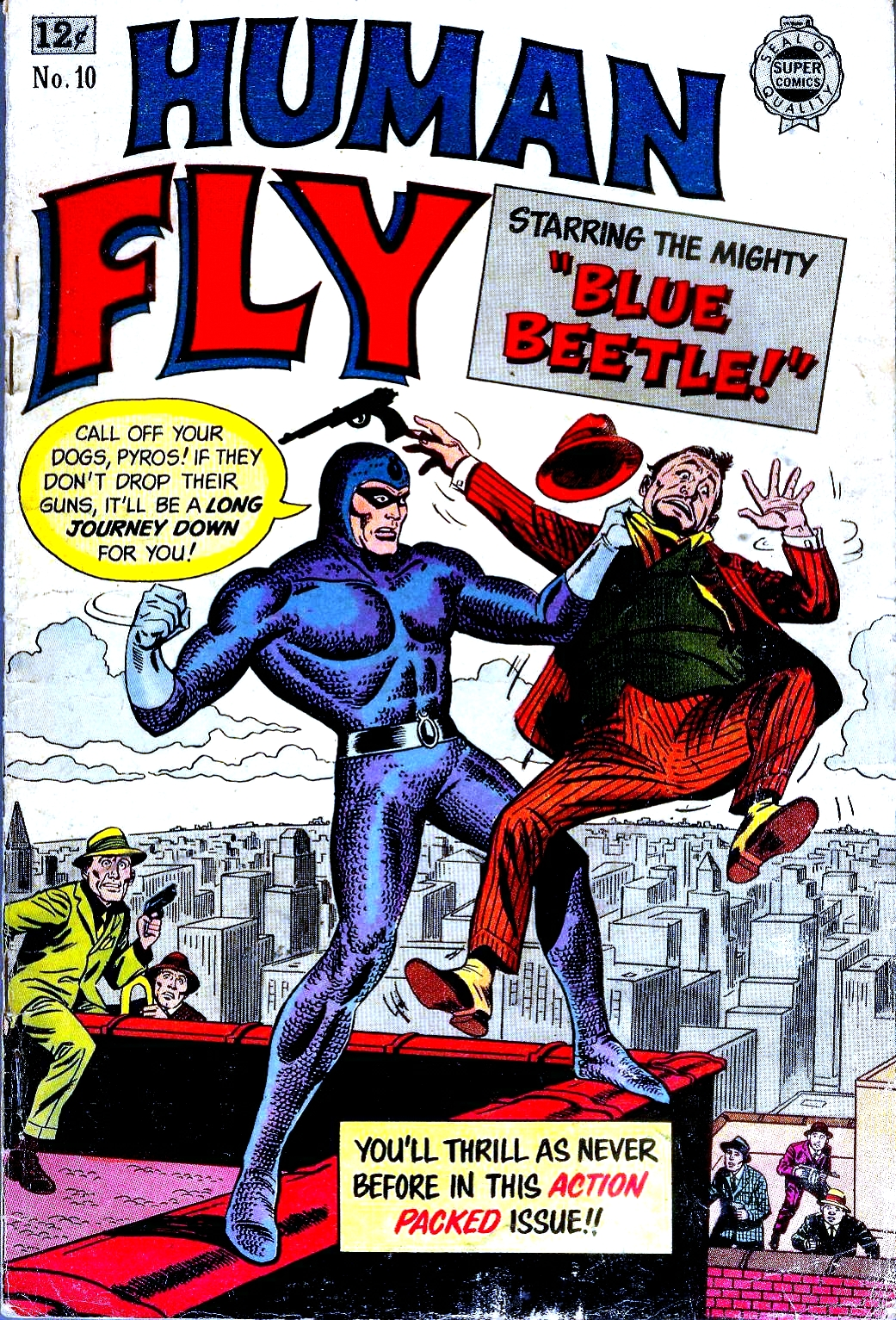
Couverture de Human Fly, No. 10 (1958).

Petit délinquant, Richard Deacon fut blessé par la police après une tentative d'enlèvement ratée. Il se réfugia dans le laboratoire du Docteur Harlan Stillwell (frère de Farley Stillwell, le créateur du Scorpion) et le força à lui sauver la vie. Deacon insista pour être le sujet de ses expériences, et Stillwell implanta chez le cobaye le code génétique d'une mouche. La guérison réussit, et Deacon commença à muter. Il tua Stillwell et décida de se servir de son corps amélioré pour faire fortune. Il utilisa J. Jameson pour attirer Spider-Man. Mais son inexpérience ne l'aida pas et il fut battu.
Le corps de Deacon commença à muter de plus en plus, développant des yeux à facettes, et des antennes, et son comportement évolua de même (il se nourrissait exclusivement de détritus).
Il affronta son ennemi Spider-Man à de maintes reprises, pour être finalement arrêté par la police de NYC.
À sa sortie de prison, Deacon voyagea à San Francisco trouver le Docteur Karl Malus. Ce dernier comptait augmenter le potentiel de la mouche avec une transfusion du sang de Spider-Woman. Mais son plan échoua. Malus réussit toutefois à transformer l'associé de l'héroïne, Scotty McDowell en hybride insecte, mais la mutation ne dura pas.
Après s'être échappé d'un asile, Deacon fut tué par Scourge.

### Dark reign
Lors du crossover de 2009, Deacon fit partie des victimes de Scourge ressuscitées par The Hood pour éliminer le Punisher. Ses pouvoirs ont aussi été augmentés par la magie démoniaque du criminel. Les criminels échouèrent dans leur mission.

Ayant décidé de faire cavalier seul (bien que suivi par Birdman), Deacon tua une prostituée et la dévora partiellement avant d'être embusqué par les forces de l'ordre. 
Il réussit pourtant à s'échapper. Il s'installa au sommet d'une vieille église, d'où il kidnappa des passants régulièrement pour se nourrir. Il fut arrêté par Venom (Flash Thompson).

## Pouvoirs
- Tout comme Spider-Man avec l'araignée, Deacon possède les pouvoirs d'une mouche proportionnellement à sa taille. Il peut soulever près de 10 tonnes, et possède des réflexes, une agilité et un temps de réaction trois fois supérieurs à ceux d'un être humain. Son sens de l'équilibre est quasiment parfait, et ses mains et pieds sécrètent une substance collante qui lui permettent d'adhérer aux surfaces sèches pouvant supporter son propre poids.
- Les yeux de Deacon ont muté pour devenir des yeux d'insecte à multi-facettes. Il peut donc voir à 270° autour de lui, ce qui le rend très difficile à surprendre.
- La Mouche humaine vole grâce à une paire d'ailes membraneuses ayant poussées sur ses omoplates. Il peut voler à 100 km/h pendant 6 heures avant de ressentir les effets de la fatigue. Il peut transporter 125 kg en vol, mais sa vitesse est alors réduite.
- Grâce à sa super-force, la vibration accentuée des ailes provoquent un fort bourdonnement, pouvant générer de courtes ondes de choc à 10 mètres. En se concentrant, la Mouche Humaine a été capable de fissurer une paroi en béton.
- La résurrection de The Hood a augmenté sa mutation : il peut désormais cracher une salive très acide pouvant attaquer l'acier. La dissolution de la chair est quant à elle presque instantanée. Et les vibrations de ses ailes rendent la membrane assez dure pour résister aux balles de mitraillette et trancher une carrosserie de camion. Au corps à corps, il se sert de son vomi et de ses ailes pour se transformer en véritable machine de mort.